# Сарлъка
Сарлъка или Хисарлъка е средновековна родопска крепост, изградена на около 500 m източно от село Долно Черковище върху скалистия връх Св. Илия - Сарлъка (Хисарлъка), от лявата страна на река Арда.

## Описание
Крепостта има трапецовидна форма и загражда площ малко по-голяма от 1 da. Стените са дебели 2 m и са изградени от местен ломен камък, споен с бял хоросан. Площадката, върху която е изградена крепостта, е силно наклонена на север. Крепостните стени са иззидани от север, запад и част от източната страна. От юг и изток се издигат високи до 30 m отвесни и непристъпни скали, служещи като естествена защита. Стените са съборени до терена; само на югозападната страна те са запазени до 3 m и над земята. В тази част личи квадратна кула с размери 5x5 m.
В крепостта и по склоновете на върха се намират фрагменти от средновековни глинени съдове. Извън крепостта, от запад, се виждат основите на малка четириъгълна сграда, ориентирана изток-запад – вероятно църква. На 100 m източно от крепостта, след седловината, местни жители са разкопали християнски гробове, оформени с каменни плочи. В гробовете са били открити стъклени и бронзови гривни (Х-ХI в.).
В подножието на крепостта, източно от селото, личат следи на сравнително добре запазен стар калдъръмен път, който идва откъм одринското поле през селата Долни Главанак и Тополово.